# Denis Walerjewitsch Franskewitsch
Denis Walerjewitsch Franskewitsch (russisch Денис Валерьевич Франскевич; * 6. Juni 1981 in Qaraghandy, Kasachische SSR) ist ein russischer Eishockeytorwart, der seit Juli 2016 erneut ei Rubin Tjumen in der Wysschaja Hockey-Liga unter Vertrag steht. 

## Karriere
Denis Franskewitsch begann mit dem Eishockeyspiel in der Eishockeyschule Junost in seiner Geburtsstadt Karaganda. Später wechselte er an die Eishockeyschule Neftechimik in Nischnekamsk und wurde ab 1998 in der zweiten Mannschaft von Neftechimik Nischnekamsk in der Perwaja Liga eingesetzt. Ab dem Jahr 2000 war er Back-Up von Ildar Muchometow in der ersten Herrenmannschaft des Clubs, die an der Superliga teilnahm. In der Saison 2001/02 debütierte er in der Superliga. Nach seinem dritten Spiel, gegen Amur Chabarowsk, wurden die gezeigten Leistungen als nicht ausreichend erachtet und Franskewitsch wurde in die zweite Spielklasse, die Wysschaja Liga, zu Neftjanik Leninogorsk geschickt. Für Neftjanik absolvierte er bis zum Ende der Saison 2002/03 insgesamt 60 Einsätze.
Zu Beginn der Saison 2003/04 kehrte er zu Neftechimik zurück und wurde in einer Superliga-Partie eingesetzt, ehe er erneut in die Wysschaja Liga geschickt wurde, diesmal zu Gasowik Tjumen. Die Saison 2004/05 verbrachte er erneut bei Neftjanik Leninogorsk und erreichte mit dem Team die Playoffs. Dabei zeigte Franskewitsch in der Hauptrunde mit einem Gegentorschnitt von 1,78 sehr gute Leistungen. Daher wurde er 2005 von Neftechimik in die Superliga zurückgeholt, bekam 2006 aber starke Konkurrenz durch den finnischen Torhüter Petri Vehanen. Nach nur sechs Einsätzen in der Saison 2006/07 erhielt er keinen neuen Vertrag bei Neftechimik un kehrte in die zweite Spielklasse zurück. In der folgenden Spielzeit stand er bei Awtomobilist Jekaterinburg unter Vertrag. Nach Saisonende sollte Awtomobilist zunächst in die neu gegründete Kontinentale Hockey-Liga aufgenommen werden, doch die Finanzierung kam nicht zustande. Daher wechselte Denis Franskewitsch zu Barys Astana aus Kasachstan, das in die KHL aufgenommen wurde. Bei Barys Astana hatte er mit Marc Lamothe und Alexei Kusnezow starke Konkurrenz und kam dadurch nur auf 17 Einsätze in der KHL. 
Nachdem Awtomobilist 2009 in die KHL aufgenommen worden war, entschied sich Franskewitsch zu einer Rückkehr nach Jekaterinburg. Dort teilte er sich die Torhüterposition mit Iwan Lissutin und kam dabei in zwei Spielzeiten zu 51 Einsätzen in der KHL. Im Juni 2011 erhielt er erneut einen Kontrakt bei Neftechimik Nischnekamsk, wo er als Back-Up von Tuomas Tarkki eingeplant war und 21 KHL-Partien absolvierte.

## Karrierestatistik
(Legende zur Torhüterstatistik: GP oder Sp = Spiele insgesamt; W oder S = Siege; L oder N = Niederlagen; T oder U oder OT = Unentschieden oder Overtime- bzw. Shootout-Niederlage; Min. = Minuten; SOG oder SaT = Schüsse aufs Tor; GA oder GT = Gegentore; SO = Shutouts; GAA oder GTS = Gegentorschnitt; Sv% oder SVS% = Fangquote; EN = Empty Net Goal; 1 Play-downs/Relegation; Kursiv: Statistik nicht vollständig)